# Лимский залив
Ли́мский залив (от лат. lims — граница; хорв. Limski zaljev) — залив на полуострове Истрия в Хорватии. Расположен южнее города Пореч, рядом с городами Врсар и Ровинь. Гидроморфологический феномен, образовавшийся в ледниковый период.
Лимский залив является частью Лимского ущелья, которое простирается от побережья почти до самого центра полуострова Истрия. Общая протяжённость долины составляет 35 км, залива — более 10 км. Глубина залива — 30 м, ширина в самой широкой части — почти 600 м. По обеим сторонам Лимского залива поднимаются крутые горы до 100 м высотой.
На основании решения Up/I 34-1980 Лимский залив в 1980 году объявлен заповедной зоной, поэтому погружения, рыбалка, а также передвижение на бензиновой технике на его территории запрещены.

## История
Название «Лимский» залив получил от римлян — Лимское ущелье было естественной границей двух провинций Римской империи: Далмации и Италии. Залив образовался в результате размытия горных пород рекой Пазинчица, которая в наше время превратилась в небольшой ручей.
Но окружающая территория была обитаема и важна даже до Рождества Христова: иллирийцы строили здесь свои колонии, а на окрестных горах возводили крепости.
С южной стороны залива, на большой высоте, располагается пещера Ромуальда, в которой жил отшельником святой Ромуальд. В пещере начиная с XI века проводились церковные службы. Также считается, что благодаря Ромуальду недалеко от Лимского залива был заложен бенедиктинский монастырь Святого Михаила.
Ещё одной достопримечательностью окрестностей Лимского залива является карстовая пещера Баредине глубиной 66 метров.
В Лимском заливе проходили съёмки фильма 1958 года «Викинги».

## Природа
Вода в заливе слабосолёная из-за многочисленных ключей пресной воды, расположенных на его дне и в окрестных горах. Это создаёт отличные условия для разведения растений и выращивания животных, а кроме того, в Лимском заливе созданы фермы по выращиванию устриц, мидий, морского карася и морского окуня. Эти деликатесы можно отведать прямо здесь же, в ресторанах на берегу залива.
Окрестные горы покрыты густым лесом, причём в северной части побережья залива произрастают вечнозелёные деревья, а в южной — лиственные. Животный мир также разнообразен: кабаны, лисицы, барсуки, олени; из птиц — ястребы, грифы и совы.